# Lauren German
Lauren Christine German (ur. 29 listopada 1978 w Huntington Beach) – amerykańska aktorka.
Znana z ról – głównie drugoplanowych – w dochodowych produkcjach, takich jak m.in. horrory: Hostel 2 i Teksańska masakra piłą mechaniczną. Wystąpiła także w filmach: Bunkier, Szkoła uczuć, Tam, gdzie ty, Samotny strażnik, Skarbonki, Powtórka z rozrywki, Poddaj się, Dorotko, a także w serialach: Siódme niebo, Chicago Fire i Lucyfer.